# Кулжабаев, Еркинбек Бекбосынович
Еркинбек Бекбосынович Кулжабаев (род. 24 октября 1935, Тараз — 12 сентября 2017, Алма-Ата) — советский и казахстанский инженер-строитель, член-корреспондент Инженерной академии Казахстана.

## Биография
Окончил Московский инженерно-строительный институт.
С 1962 года мастер, прораб, инженер-конструктор, референт отдела строительных материалов и строительства Управления государственных предприятий Казахстана, заместитель председателя «Казглавнефтеснаба», заместитель председателя «Госкомнефтепродукта» Казахстана.
Занимал должности 1-го заместителя председателя Алматинского городского исполнительного комитета, вице-президента Инженерной академии Казахстана.
Под руководством Кулжабаева разработаны и проведены нефтепроводы «Травники — Костанай — Аманкарагай» и «Петропавловск — Кокшетау — Целиноград».
Скончался 12 сентября 2017 года, похоронен на Кенсайском кладбище.

## Семья
- Отец: Кулжабаев, Бекбосын